# 환경 영향 평가
환경영향평가(環境影響評價, Environmental impact assessment)는 특정 사업이 환경에 영향을 미치게 될 각종 요인들에 대해 그 부정적 영향을 제거하거나 최소화하기 위해 사전에 그 환경영향을 분석하여 검토하는 것을 말한다. 대한민국에서는 1977년 환경보전법이 제정되면서 환경영향평가가 최초로 도입되었으며, 처음 시행된 것은 중앙정부를 중심으로 1981년 3월 부터이다.

## 사전환경성검토
유사 개념으로 사전환경성검토가 있는데 이는 환경에 영향을 미치는 행정계획의 수립 또는 개발사업의 허가·인가·승인·면허·결정·지정 등을 함에 있어서 해당 행정계획 또는 개발사업에 대한 대안의 설정·분석 등 평가를 통하여 미리 환경측면의 적정성 및 입지의 타당성 등을 검토하는 것을 말한다. 이와 같이 사전환경성검토는 환경기준의 적정성유지 및 자연환경의 보전을 위하여 환경에 영향을 미치는 행정계획 및 개발사업이 환경적으로 지속가능하게 수립·시행될 수 있도록 하기 위한 것이다.

## 판례
- 사전환경성검토 대상지역 안에 포함될 개연성이 충분하다고 보이는 주민은 원고적격이 있다[3].
- 그 대상지역 안의 주민은 원고적격이 인정될 수 있으나 입증책임이 부담된다[4].
- 사전환경성검토협의 대상지역 내에 포함될 개연성이 충분하다고 보이는 주민들인 원고들에 대하여는 그 환경상 이익에 대한 침해 또는 침해 우려가 있는 것으로 추정할 수 있고 이는 법률상 보호되는 이익에 해당한다고 해석함이 상당하다[3]
- 환경영향평가 대상지역 밖의 주민은 고유수면매립면허처분전과 비교하여 수인한도를 넘는 환경피해를 받을 우려가 있는 때에는 이를 입증함으로써 처분의 무효확인을 구할 법률상 이익을 인정할 수 있다.[5]
- 환경영향평가를 거치지 아니하였음에도 불구하고 승인 등 처분이 이루어진다면, 환경영향평가대상지역 안의 주민들의 직접적이고 개별적인 이익을 근본적으로 침해하게 되므로, 이러한 행정처분의 하자는 법규의 중요한 부분을 위반한 중대한 것이고 객관적으로도 명백하여 당연무효이다[6]
- 미리 산림청장과 협의를 하라고 규정한 의미는 그이 자문을 구하라는 것이지 그 의견을 따라 처분을 하라는 의미는 아니라 할 것이므로, 이러한 협의를 거치지 아니하였다고 하더라도 이는 당해 승인처분을 취소할 수 있는 원인이 되는 하자 정도에 불과하다[6]

## 같이 보기
- 환경법
- 원고적격
- 환경영향평가법
- 교통영향평가